# 長尾景総
長尾 景総（ながお かげふさ）は、戦国時代から安土桃山時代にかけての武士。高津長尾氏7代・総社長尾氏10代当主。上野国蒼海城（惣社城）主。

## 略歴
長尾顕景の子として誕生。天文15年（1545年）、兄・景孝より家督を譲られたとされている。だが、大永5年（1525年）に景総が北条氏綱の下に出奔し、宗牧の『東国紀行』には天文14年3月7日（1545年4月17日）条に北条氏康の配下として登場している。こうした経緯から、景孝から景総への交替は単なる家督の継承ではなく、天文21年（1552年）の山内上杉家の没落の際に後北条氏家臣であった景総が兄を追って当主に就任したとみられる。
ところが、永禄3年（1560年）に越後国の上杉謙信が関東に進出すると、景総は蒼海城の北条軍を追い出して謙信に従う。謙信は景総を総社長尾家当主として認めて小幡氏・安中氏など碓氷郡・多胡郡及び周辺地域の諸将と謙信との間の取次を務めた。
しかし永禄9年（1566年）、甲斐国の武田信玄の上野侵攻を受けて謙信配下の松本景繁と共に迎え撃つが、北条高広の離反によって孤立し、翌永禄10年（1567年）には白井城（3月6日以前）・蒼海城（5月5日以前）が武田氏に占領され、所領を失った景総は兄弟の憲景と共に、越後の上杉謙信の許へ逃れた。永禄12年（1569年）には出家して長建と称した。「惣社長尾系図」には天正3年2月1日（1575年3月13日）に厩橋城で没したと記されており、所領奪還のために上野に復帰の最中に没した可能性がある。次の当主とされる長尾景秀（平太）は「惣社長尾氏系図」では長尾顕方の子とされているものの、年代的に景総の子とみられている。